# Síndrome de Bullerbyn

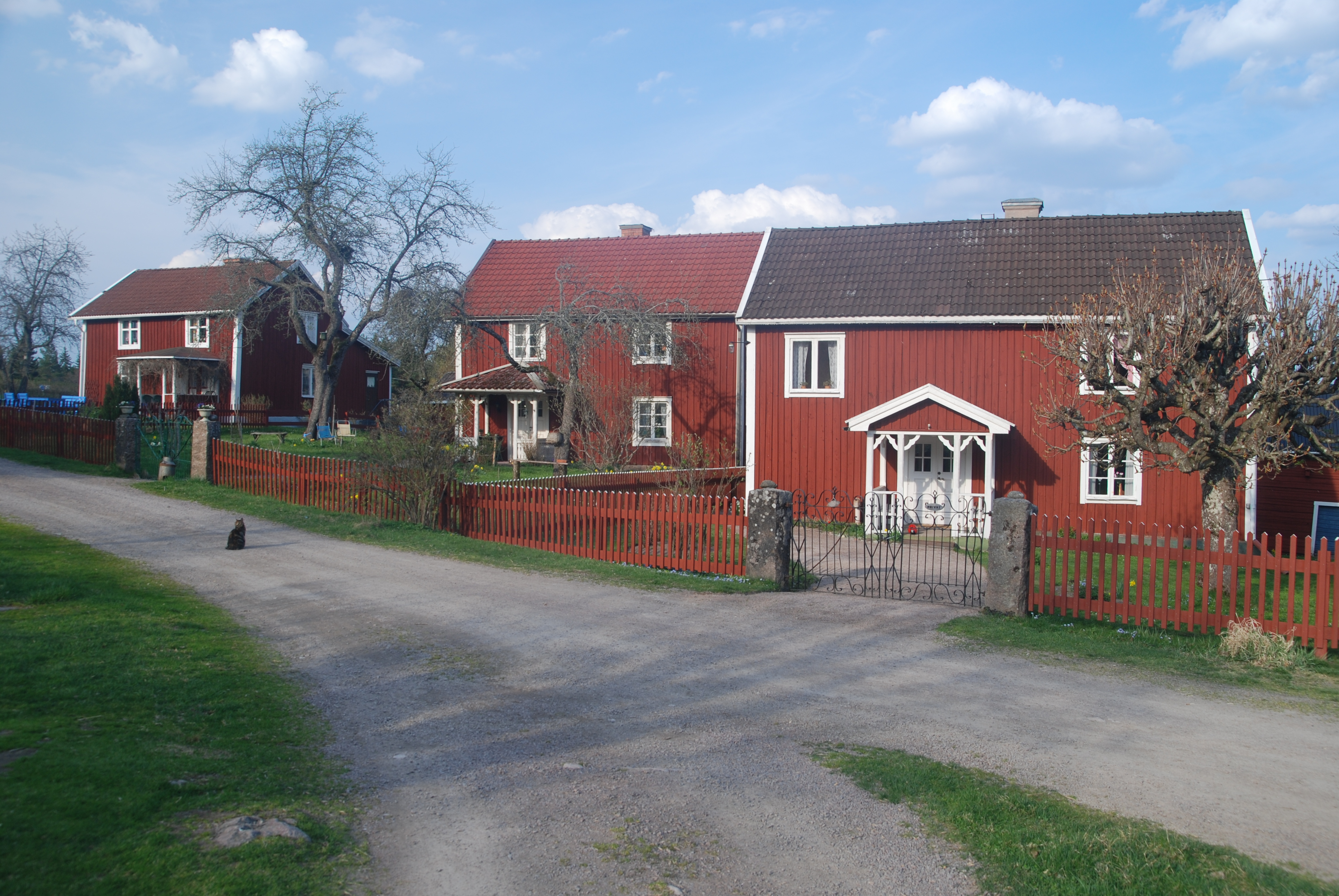
Casas en Sevedstorp, cerca de Vimmerby, en la provincia de Kalmar, Suecia, el modelo para Bullerbyn.

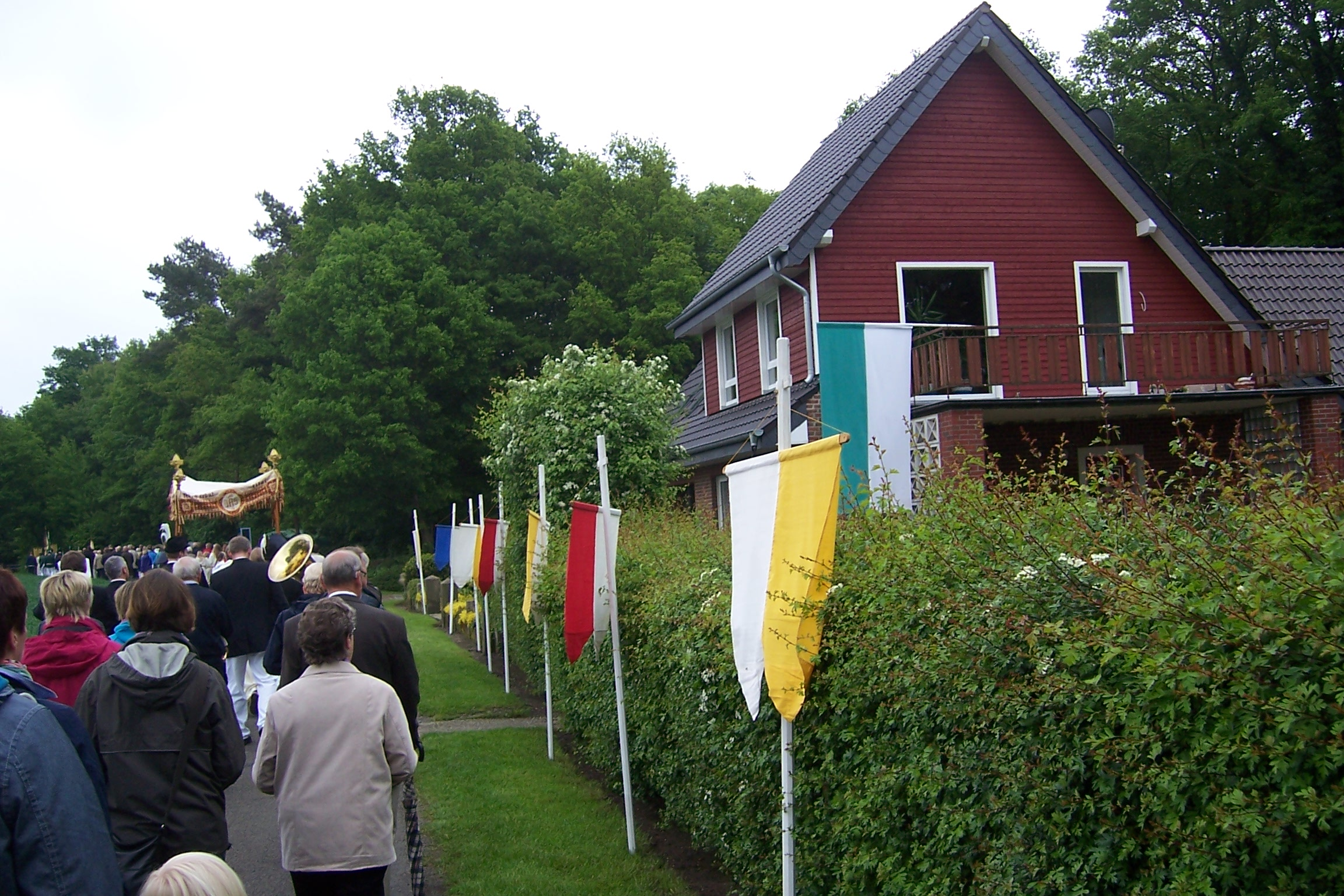
La Schwedenhaus (Casa de Suecia) una casa a estilo sueco en rojo de Falun en Welbergen, un distrito de Ochtrup, Renania del Norte-Westfalia, Alemania.

El término del síndrome de Bullerbyn (en alemán: Bullerbü-Syndrom) se refiere al idealizar la imagen de Suecia en los países germanófonos. La imagen de Suecia se rige por los estereotipos, cuenta únicamente con connotaciones positivas e idílicas, como por ejemplo: casas de madera, bosques verdes, lagos puros y limpios, venado, pelo rubio, gente satisfecha. El término viene de la novela de Astrid Lindgren Los niños de Bullerbyn, la cual describe la vida en Suecia como idílica.
El fenómeno fue investigado por Berthold Franke del Instituto Goethe de Estocolmo, publicó unos artículos sobre el síndrome en el Svenska Dagbladet. Franke cree que no se trata solo de la imagen de Suecia, sino también de la nostalgia por una Alemania mejor. Suecia simboliza la sociedad sana y la naturaleza incontaminada. La simpatía hacia la utopía sueca se manifiesta en las excursiones a ese país y en comprar casas en la provincia.
El término «síndrome de Bullerbyn» fue la palabra del mes en el diccionario del Consejo del Idioma Sueco. Aprovechando la popularidad de Suecia y de la obra de Astrid Lindgren, la oficina sueca del Instituto Goethe organizó en 2008 la exposición Pippi de gira por Alemania.